# آنگلا وینکلر
آنگلا وینکلر (انگلیسی: Angela Winkler؛ زادهٔ ۲۲ ژانویهٔ ۱۹۴۴) هنرپیشه اهل آلمان است.
از فیلم‌هایی که وی در آن نقش داشته است، می‌توان به 'زن چپ‌دست، طبل حلبی، سه، دوزخ، ویدئوی بنی، دانتون و ابرهای سیل ماریا اشاره کرد.